# Tuesday Night Titans
Tuesday Night Titans (abbreviato in TNT) è stato un programma televisivo di wrestling statunitense prodotto dalla World Wrestling Federation a partire dal maggio 1984 e mandato in onda settimanalmente negli Stati Uniti fino al settembre 1986 sull'emittente USA Network.
Inizialmente si trattava di un talk show della durata di due ore che veniva trasmesso il martedì sera. A partire dal 4 gennaio 1985 la durata dello show fu accorciata a puntate da un'ora e la messa in onda venne spostata al venerdì sera. Il 2 aprile 1986, lo show fu spostato al mercoledì sera, dove rimase fino alla chiusura il 24 settembre 1986, data della messa in onda dell'ultima puntata. Tutti gli episodi di Tuesday Night Titans sono ora disponibili su WWE Network, tranne l'episodio 31.

## Descrizione
Il format del programma consisteva in una parodia dei talk show serali della tv statunitense, dove il conduttore era Vince McMahon affiancato da Lord Alfred Hayes. Nel programma si discuteva delle varie storyline in corso nella federazione, rigorosamente senza infrangere la kayfabe. Nella puntata numero 87, Gene Okerlund sostituì McMahon alla conduzione, e rimase in tale veste per tutti i restanti 13 episodi.
Il titolo del programma si ispirava all'azienda consociata della WWF all'epoca, la Titan Sports. Veniva registrato negli studi televisivi Video One a Owings Mills, Maryland, un sobborgo di Baltimora.